# حزب جمهوری افغانستان
حزب جمهوری افغانستان، یک تشکل سیاسی است که در آن، گروهی از شهروندان با هدف کسب قدرت، از راه به‌دست آوردن تعدادی از چوکی‌های پارلمان و اجرای برنامه‌ها و اهداف خود در قالب مرام و مسلک سیاسی، گرد هم آمده‌اند و فعالیت می‌کنند.
اعضای بلند پایهٔ در دولت افغانستان پس از ماه‌ها مشورت و گفتگو سرانجام تشکیل حزب سیاسی جدید زیر را با نام حزب جمهوری افغانستان اعلام داشتند.